# Saqueig de Santanyí (1531)
El saqueig de Santanyí fou un atac duit a terme per corsaris otomans capitanejats per Sinan Reis, almirall de Barba-rossa, el 3 d'octubre de 1531. La vila fou saquejada i els corsaris capturaren 52 santanyiners.
A conseqüència d'aquest atac, Santanyí emprengué la construcció d'unes murades per protegir-se de nous atacs.

## Antecedents
La monarquia Hispànica havia culminat la conquesta de la Península Ibèrica amb la Conquesta de Granada el 1492, que havia continuat la seva expansió al sud conquerint Massalquevir, Orà, Bugia i Trípoli. Aquesta expansió col·lidí amb l'Imperi Otomà, que també havia dirigit els seus interessos en la Barbaria, i el 1516 havia capturat Alger. L'Imperi Otomà estengué la pràctica del cors per la Mediterrània Occidental amb la intenció d'atacar els punts claus per la navegació de la Mar Balear i perjudicar la comunicació entre Espanya i Itàlia. L'almirall Barba-rossa fou un dels corsaris més destacats, i Sinan Reis, el jueu d'Esmirna, un dels seus principals capitans.
Per altra banda, la vila de Santanyí passava per una època de crisi econòmica i poblacional causada pel conflicte de la Germania (1521-1523): la població havia passat de 995 a 495 en 15 anys.
L'agost de 1531, sis embarcacions barbaresques, comandades per Sinan Reis, desembarcaren a Cala Sant Vicenç (Pollença) amb la intenció de saquejar el territori. No obstant això, els homes d'armes de Pollença els emboscaren i els corsaris resultaren derrotats, amb vint morts i dos captius; finalment pogueren reembarcar, i posaren rumb a Santanyí.

## L'atac
El 3 d'octubre de 1531 els homes de Sinan Reis arribaren a la costa de Santanyí disposats a atacar la vila. El desembarcament s'esdevengué (en un indret desconegut) gràcies al coneixement que tenien els renegats de la geografia mallorquina, i agafà per sorpresa els santanyiners, que no tengueren temps d'avisar els seus veïns (en aquest cas, els encarregats de socórrer-los eren els de Porreres). Així, els 200 corsaris saquejaren la vila sense gaire oposició: cremaren gran nombre de cases i capturaren 52 persones.

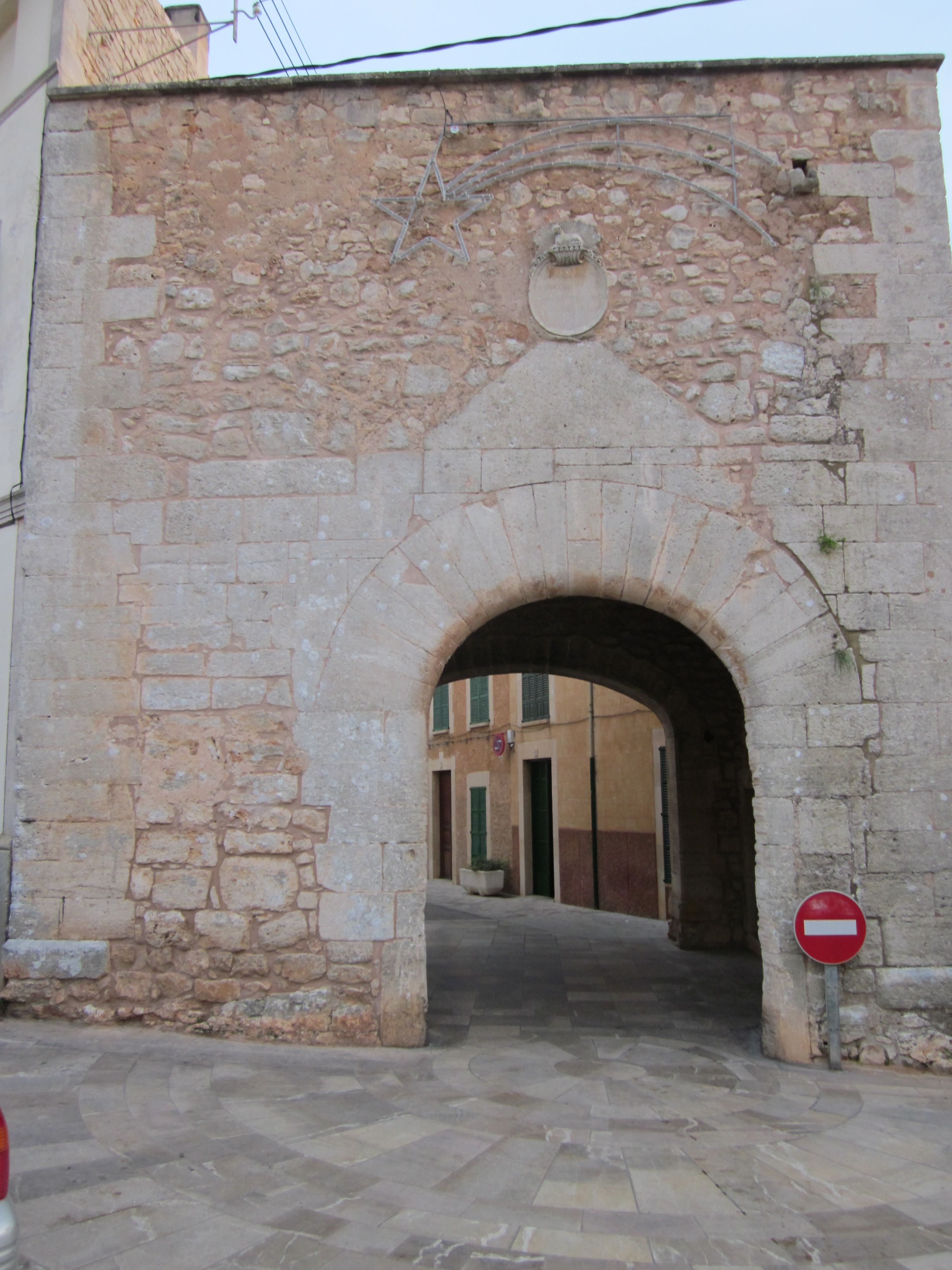
La Porta Murada que donava entrada a l'interior del recinte murat

## Conseqüències
Després de l'atac, l'estol otomà es dirigí cap a la Dragonera. No consten més atacs a Mallorca d'aquesta esquadra, que posteriorment posà rumb a Sardenya.
El balanç de la ràtzia fou de 52 santanyiners capturats, per demanar-ne un rescat o bé per ser venuts com a esclaus, davant un sol corsari. Es creà un estat de pànic a la vila, i l'amenaça de la despoblació (que ja havia afectat la vila d'Andratx després del saqueig de 1519) portà les autoritats a concedir una rebaixa en les contribucions fiscals.
La principal mesura presa a conseqüència de l'atac fou l'augment en la inversió per reforçar la vigilància costanera. En aquesta zona es construirien les torres de Cala Santanyí i Cala Figuera, tot i que encara caldria esperar una partida d'anys. A més, es donà llicència i recursos per alçar un perímetre murat que envoltàs la vila, que no era, ni de bon tros, una fortificació moderna equiparable a les d'Alcúdia i Palma, sinó una murada modesta amb la sola funció de permetre guanyar temps i resistir esperant l'arribada de reforços provinents d'altres viles. La murada complí amb les expectatives: efectivament, no impedí els atacs de 1546 i 1571, però l'impacte que tengueren en pèrdues humanes i materials fou molt menor. Actualment, el sol element que resta de l'antiga murada és l'anomenada Porta Murada, un dels accessos a la vila.
La pèrdua d'una cinquantena d'habitants accentuà la tendència demogràfica regressiva que Santanyí arrossegava d'ençà de la Germania. No obstant això, a jutjar per les dades, en les dècades posteriors la situació remuntà, tant en termes poblacionals com econòmics, fins i tot tenint en compte que la vila encara patí dos saquejos més en els 40 anys següents.